# Fluorescență

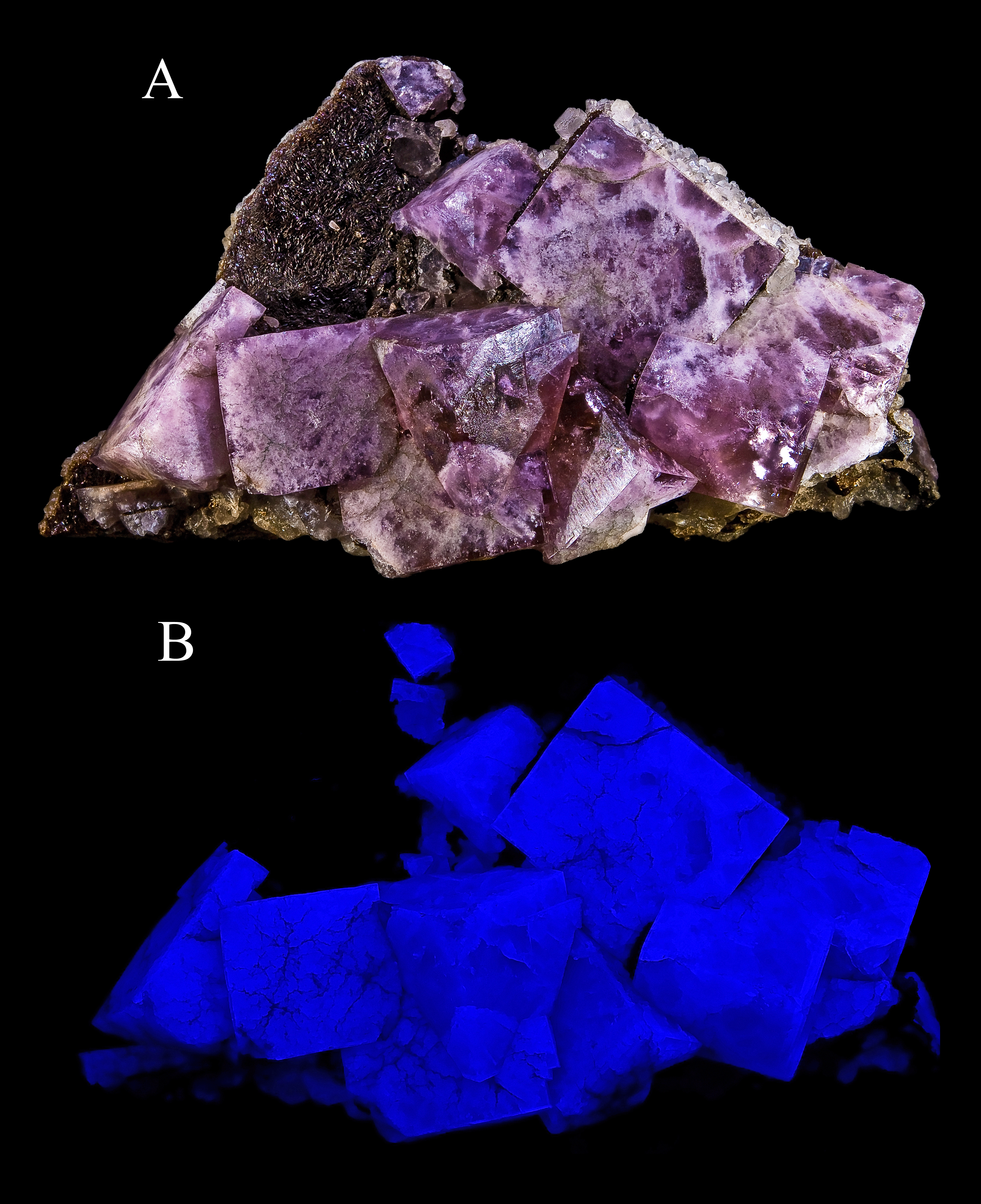
Fluorină verde (stânga) și sub lumină UV (dreapta)

Fluorescența este fenomenul de emisie a unui foton în urma dezexcitării unui atom sau a unei molecule de pe o stare energetică superioară pe una inferioară, de exemplu S1 -> S0. In fluorescență nu are loc schimbarea stării excitate din stare de singlet in triplet, cum se întâmpla in fosforescență. Atomii sau moleculele pot fi excitați fie prin absorbție de unde electromagnetice de o anumita lungime de undă fie prin ciocniri cu alte particule (ex.: electroni). De obicei lungimea de undă a fotonului emis este mai mare, astfel având energie mai mică față de energia absorbită. Fluorescența diferă de fosforescență prin durata în care se emite lumină și, eventual, prin procesul prin care se produce dezexcitarea atomului (la fluorescență tranzițiile electronilor de pe un strat energetic superior pe unul inferior, astfel fenomenul luminos este mai îndelungat).
Una din aplicațiile practice ale acestui fenomen fiind tuburile fluorescente (neon), ecranele televizoarelor sau computerelor, sau în biochimie, medicină și mineralogie la identificarea unor minerale.